# PDS 70
PDS 70 (V1032 Centauri) ist ein junger T-Tauri-Stern im Sternbild Zentaur. Der Stern befindet sich in einer Entfernung von ungefähr 365 Lichtjahren von der Erde, hat eine Masse von 0,76 Sonnenmassen und ist etwa 5,4 Millionen Jahre alt. PDS 70 besitzt eine protoplanetare Scheibe mit zwei sich bildenden Exoplaneten, genannt PDS 70 b und PDS 70 c, die mit der Methode der direkten Beobachtung mit dem Very Large Telescope (VLT) der Europäischen Südsternwarte nachgewiesen wurden. PDS 70 b ist der erste bestätigte Protoplanet, der über fotografische Beobachtungen gefunden wurde.

## Protoplanetare Scheibe

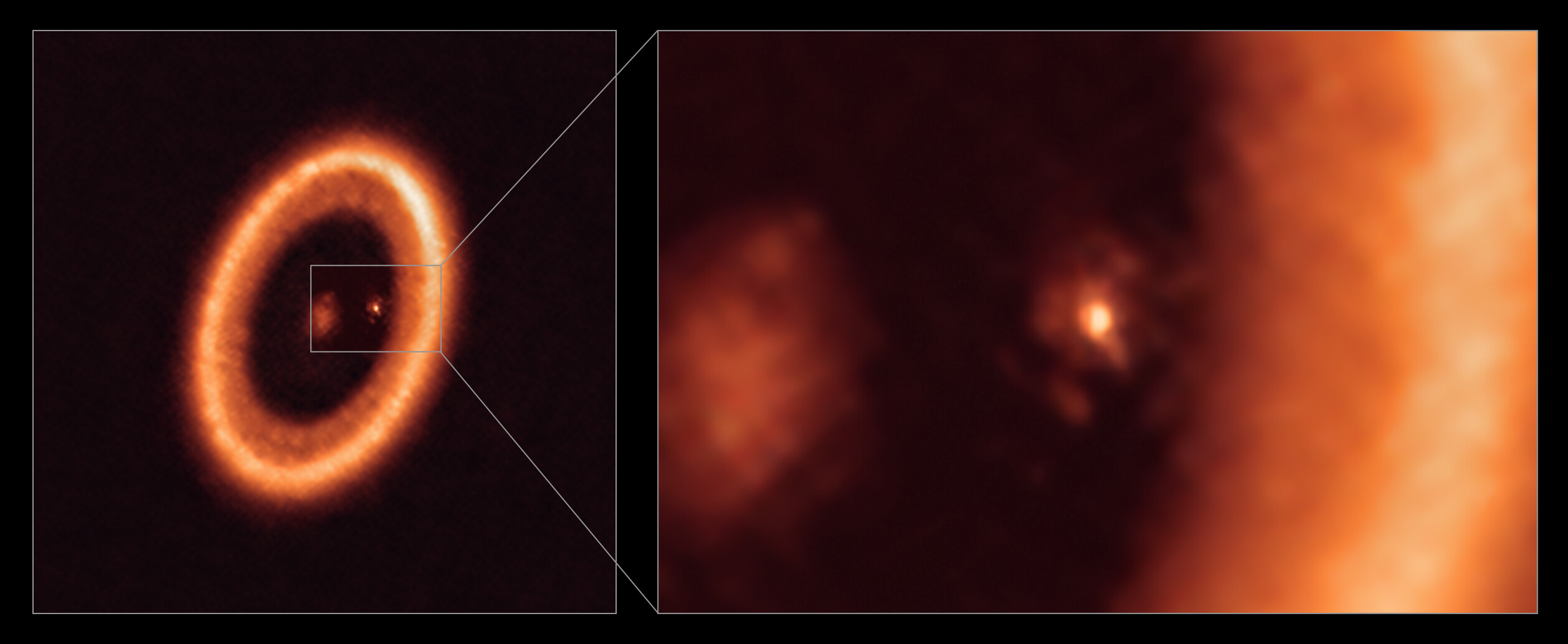
ALMA-Aufnahme der protoplanetaren Scheibe von PDS 70 und der des Exoplaneten PDS 70 c. Der Exoplanet PD 70 b ist in dieser Aufnahme nicht zu sehen, befindet sich aber ebenfalls innerhalb der zirkumstellaren Scheibe links unterhalb der zentralen Helligkeit. Durch die Beobachtungen wurde eine räumlich aufgelöste zirkumplanetare Scheibe um den Exoplaneten PDS 70 c nachgewiesen.

Die Existenz einer protoplanetaren Scheibe um PDS 70 wurde zum ersten Mal 1992 vermutet und zusammen mit einer Jet-ähnlichen Struktur 2006 bestätigt. Ihr Radius beträgt rund 130 AE und besitzt eine Lücke, die 2012 entdeckt wurde und mit der Entstehung von Planeten in Zusammenhang gebracht wurde.
Später stellte sich heraus, dass die Lücke mehrere Regionen aufweist: große Staubkörner fehlten bis zu 80 AE, während kleine Staubkörner nur bis zu den zuvor beobachteten 65 AE fehlten. Es gibt eine Asymmetrie in der Gesamtform der Lücke; diese Faktoren weisen darauf hin, dass es wahrscheinlich mehrere Planeten gibt, die die Form der Lücke und die Staubverteilung beeinflussen. Durch Beobachtungen von PDS 70 mit dem MIRI-Spektrografen des JWST wurde 2023 erstmals Wasserdampf im inneren Bereich einer Planeten bildenden Scheibe nachgewiesen, wo gewöhnlich Gesteinsplaneten entstehen. Auch wenn PDS 70 bislang keine Anzeichen für die Existenz von terrestrischen Planeten aufweist, deutet dieser Fund darauf hin, dass zumindest in manchen Fällen Planeten bereits von Anfang an Wasser besitzen könnten.

## Planetensystem
Die Entdeckung des Planeten PDS 70 b gelang mit dem SPHERE-Instrument am VLT der ESO und wurde 2018 veröffentlicht. Aufgrund der Messungen wird angenommen, dass der Planet eine Atmosphäre besitzt, die Wolken enthält. Zunächst wurde seine Masse auf einige Jupitermassen geschätzt. Weitere Untersuchungen mit unterschiedlichen Annahmen für die Modellierung kommen auf Werte zwischen 1 und weniger als 10 Jupitermassen. Der Radius des Planeten beträgt um die 2 R♃. Die Temperatur des Planeten belief sich laut der ersten Studien auf etwa 1200 K. Sein Orbit zeichnet sich durch einen Radius von ungefähr 22 AE und eine Umlaufperiode von etwa 120 Jahren aus. Modellrechnungen weisen darauf hin, dass PDS 70 b eine Akkretionsscheibe ausgebildet haben könnte. Messungen ergaben 2019 weitere Hinweise auf solch eine Scheibe. Astronomen sind jedoch derzeit noch unsicher, ob es sich hier um eine Scheibe oder lediglich staubhaltiges Material in der Umgebung von PDS 70 b handelt. Die Akkretionsraten sind jedenfalls schwer zu präzisieren. Eine Studie von 2018 ermittelte eine nur ungenaue Abschätzung von 10−8±1 M♃/a (Jupitermassen pro Jahr) bzw. 3·10−6±1 M⊕/a (Erdmassen pro Jahr), wobei die Autoren anmerkten, dass die Unsicherheit hauptsächlich durch die Unkenntnis der Extinktion bestimmt wird. Neuere Untersuchungen liefern unterschiedliche Werte zwischen 10−8 und 5·10−7 M♃/a. Diese Diskrepanz mag auch daher rühren, dass die Akkretion episodisch verläuft und daher zu unterschiedlichen Zeitpunkten abweichende Akkretionsraten gemessen werden können. Der optisch dicke Radius der zirkumplanetaren Scheibe um PDS 70 b beträgt (3,0 ± 0,2) R♃ (Jupiterradien). Ihre bolometrische Temperatur beläuft sich auf (1193 ± 20) K.
| Planet (Reihenfolge vom Stern aus gezählt) | Entdeckt | Masse (Jupitermassen) | Radius (Jupiteradien) | Große Halbachse der Bahn (AE) | Umlaufzeit (Jahre) | Exzentrizität      | Bahnneigung (Grad) | Gleichgewichts- temperatur (Kelvin) |
| ------------------------------------------ | -------- | --------------------- | --------------------- | ----------------------------- | ------------------ | ------------------ | ------------------ | ----------------------------------- |
| b                                          | 2018     | 1 – 9                 | 1,75 ± 0,75           | 20,6 ± 1,2                    | 123,5 +9,8−4,0     | 0,17 ± 0,06        | 131,0 +2,9−2,6     | ~1200                               |
| c                                          | 2019     | 1 – 9                 | ―                     | 34,5 ± 2,0                    | 191,5 +15,8−31,5   | 0.037 +0.041−0.025 | 130.5 +2.5−2.4     | ―                                   |

Das Emissionsspektrum von PDS 70 b ist strukturlos. Bis 2021 wurden keine Moleküle nachgewiesen.
Im Jahr 2019 wurde ein weiterer Planet, genannt PDS 70 c, mit dem Integralfeldspektrografen MUSE am VLT der ESO entdeckt und seine Existenz bereits kurz zuvor postuliert. Mit einem Abstand von etwa 35 AE umkreist er den Zentralstern auf einem größeren Orbit als PDS 70 b. Beide Planeten befinden sich in einer 1:2-Resonanz. PDS 70 c benötigt für einen Umlauf doppelt so lange wie PDS 70 b. Auch die Masse von PDS 70 c konnte bisher nicht präzise bestimmt werden. Verschiedene Studien weisen jedoch einen ähnlichen Massenbereich wie bei PDS 70 b auf.
Im Juli 2023 wurde die mögliche Entdeckung einer Trümmerwolke bekannt gegeben, die sich in der gleichen Umlaufbahn wie der Planet PDS 70 b befindet. Man nimmt an, dass diese Trümmer eine Masse haben, die 0,03 bis 2-mal so groß ist wie die des Mondes. Es könnte sich um einen Trojanischen Planeten handeln oder um einen, der sich gerade bildet.

### Zirkumplanetare Scheibe um PDS70c
Im Juli 2019 berichteten Wissenschaftler über eine mögliche erstmalige Entdeckung einer zirkumplanetaren Scheibe, die potenziell Monde hervorbringen kann. Die Beobachtungen mit dem Atacama Large Millimeter Array (ALMA) zeigen eine räumlich nicht aufgelöste Quelle von Submillimeterwellenemission um PDS 70 c. Besser aufgelöste Beobachtungen konnten dieses Ergebnis bestätigen. Die Scheibe hat eine Masse von mehr als 3 Erdmonden und einen Radius von rund 1,2 AE.